# Heinrich Wildt (Kupferstecher)
Heinrich Wildt (geboren 1801 in Braunschweig; gestorben 26. April 1835 in Hannover) war ein deutscher Kupferstecher und galt zuletzt als „einer der ersten Schriftstecher Deutschlands.“

## Leben und Werk
Heinrich Wildt war eines von 5 Kindern „armer Eltern von geringem Stande“ und verlor in seinem 4. Lebensjahr seinen Vater. Seine Mutter gab ihn daher im Alter von 7 Jahren in das Große Waisenhaus zu Braunschweig. Dort fiel er seinen Lehrer durch sein Talent am Zeichnen auf, so dass er nach seiner Konfirmation 1816 zu dem Kaufmann und Musikalienhändler Johann Peter Spehr, der eine Notendruckerei und Kupferstecherei betrieb, in die Lehre schickten. Spehr ließ den jungen Wildt jedoch lediglich „durch einen höchst mittelmäßigen Kupferstecher“ in den Grundlagen der Stichkunst unterrichten, so dass sich Wildt seine eigene Kunst – ohne weiteren Schulbesuch – nur durch Fleiß und Ausdauer schließlich autodidaktisch aneignete. Unter Spehrs Sohn und Nachfolger Friedrich Wilhelm Spehr stach Wildt in Braunschweig erste Landkarten für Spehrs Universalatlas. Um Ostern 1827 verließ Wildt das Haus des Spehrschen Unternehmen, um sich selbständig zu machen.
1829 wurde Wildt nach Hannover gerufen, um die von dem Göttinger Hofrat Carl Friedrich Gauß in den Jahren 1820 bis 1831 im  durchgeführten trigonometrischen Messungen, die anschließend von dem hannöverschen Premieurleutnant im Ingenieurcorps August Papen bearbeitet wurden, die insgesamt 67 Blätter umfassende Große Charte des Königreichs Hannover und des Herzogthums Braunschweig teils vollständig, teils nur die Beschriftung zu stechen. Die fortwährend angestrengte Arbeit führte bei dem ohnehin nur mit schwacher Statur ausgestatteten Wildt, der regelmäßig seine Mutter finanziell unterstützte, zu einer Auszehrung; eine ergänzende Brustkrankheit führte schließlich zum Tod des unverheirateten Künstlers im 35. Lebensjahr.

## Weitere bekannte Werke (Auswahl)
- Geognostisch botanische Charte der Umgegend von Braunschweig. In: Heinrich Wilhelm Ludolph Lachmann: Flora Brunsvizensis, Teil 1, Braunsschweig 1827[2]